# Asterina sarcandrae
Asterina sarcandrae är en svampart som beskrevs av Hosag. & Kamar. 2006. Asterina sarcandrae ingår i släktet Asterina och familjen Asterinaceae.   Inga underarter finns listade i Catalogue of Life.